# Robert Sternberg
Robert Sternberg (08/12/1949) és un psicòleg i psicomètric estatunidenc,és professor de Desenvolupament Humà a la Universitat de Cornell. Previ al seu ingrés a Cornell, Sternberg va ser president de la Universitat de Wyoming, professor a la Universitat d'Oklahoma, Degà d'Arts i Ciències a la Universitat de Tufts i Professor IBM de Psicologia i Educació a la Universitat Yale. Forma part del grup editor de nombroses publicacions com ara American Psychologist. Va ser el darrer president de l'APA (American Psychological Association).
Sternberg té un BA (llicenciatura) de la Universitat Yale i un PhD (doctorat) de la Universitat Stanford. Li han atorgat 13 doctorats honoraris de diverses universitats de diferents continents. És professor honorari de la Universitat de Heidelberg i també un Distinguished Associate of the Psichometrics Centre de la Universitat de Cambridge.
Entre les seves contribucions més destacables al camp de la psicologia, cal destacar la Teoria Triàrquica de la Intel·ligència i diverses teories com la Teoria triangular de l'amor i a la creativitat, saviesa, estils de pensament, amor-odi i és, a més a més, autor de més de 1500 articles científics. És considerat un dels psicòlegs més citats del s.XX.

## Investigacions més Destacades
Dins els principals àmbits d'investigació de Sternberg, cal destacar:
- L'estudi de processos mentals superiors, com ara la intel·ligència, la creativitat i la saviesa.
- Estils de pensament
- Modificabilitat Cognitiva
- Lideratge

· Teoria triangular de l'amor
El concepte d'intel·ligència que Sternberg desenvolupa està correlacionat amb l'èxit a la societat i està fonamentat en 3 tipus d'habilitats (d'aquí Tª. Triàrquica), en contra del model tradicional del factor (g).
A la publicació Cognition and Intelligence: identifying the mechanisms of the mind (Cambridge, UK.; Nova York: Cambridge University Press, ©2005) Sternberg critica els models anteriors partint de Spearman que va proposar el 1923, tres principis per a la cognició: l'aprensió experiencial (dosificat d'estímuls), l'educació de relacions (relacions entre conceptes) i l'educació de correlats (aplicacions de les inferències a noves situacions). La intel·ligència, per Sternberg, hauria de ser una mesura d'efectivitat d'aquests 3 principis.
Davant de la diversitat de models, Sternberg conclou que no hi ha un model correcte d'intel·ligència. Per ell, la intel·ligència seria la conducta adaptativa orientada a objectius, aquella que s'adapta per afrontar nous desafiaments i va orientada, sempre, cap alguna fita. La intel·ligència reeixida seria un conjunt d'habilitats necessàries per triomfar a la vida humana sociocultural.
Les persones intel·ligents, són capaces de reconèixer potencialitats i febleses, potenciant les primeres i retallant les segones. Són capaces d'adaptar-se, modelar i seleccionar entorns mitjançant l'ús de les seves capacitats analítiques, creatives i pràctiques.
A partir d'aquí delinea la Triarquia d'habilitats cognitives: les analítiques s'orienten a analitzar, avaluar, comparar i contrastar. Les creatives a inventar o descobrir i les pràctiques a aplicar l'après. El problema, que té a veure amb la concepció tradicional de la intel·ligència, és que les escoles estan focalitzades en l'aspecte analític, quan a la vida real la resta d'habilitats creatives i pràctiques són bastant més importants.

## Model Triàrquic de la Intel·ligència
En els models de factor G de Spearman, Cattel es constata que els individus difereixen en la  seva intel·ligència així com em d'altres capacitats. Treballs recents en l'àmbit de la psicologia cognoscitiva, aprofundeixen en el processament de la informació en tant que característica comú a tots els sers humans. És a partir d'aquest punt que Robert Sternberg decideix crear un model dels processos cognitius per comprendre la intel·ligència.
Moltes descripcions de la intel·ligència s'han centrat en aspectes com el vocabulari, la comprensió, la memòria o la capacitat de resolució de problemes, els quals poden ser mesurats mitjançant tests d'intel·ligència, el que reflecteix la tendència dels psicòlegs de desenvolupar el seu coneixement de la intel·ligència  observant aquells comportaments que es creu que estan associats amb la intel·ligència.
Sternberg creu que centrar-se només en aquesta mena de habilitats mentals mesurables és una visió molt limitada. Creu que estudiar la intel·ligència d'aquesta manera només condueix a una comprensió parcial de la intel·ligència que correspondria als “llestos de classe”.
Robert Sternberg, un dels defensors dels models d'intel·ligències múltiples juntament amb Howard Gardner. En contrast amb els defensors del factor general d'intel·ligència (g), coincideix amb aquest en l'afirmar que la intel·ligència és una qualitat molt més amplia que el petit marge que queda reflectit en els tests d'habilitats mentals tradicionals de QI (Sternberg 2012, 2014b).
Discrepa amb aquest, amb el fet que Gardner defensava l'existència d'una multiplicitat d'intel·ligències, independents entre elles. Per Sternberg, algunes de les intel·ligències que Gardner descriu, no deixen de ser talents especialitzats, doncs el constructe d'intel·ligència té un caràcter molt més ampli.
El model d'intel·ligència de R.Stenberg (1985), anomenat Teoria Triàrquica de la intel·ligència, emfatitza tant el comportament dels aspectes universals de la intel·ligència com la importància de l'adaptació de l'individu a un entorn social i cultural concret. Aquesta teoria implicava 3 tipus diferents d'Habilitats mentals.
Sternberg, associava els processos mentals amb una sèrie de components (Teoria Componencial), els quals va anomenar metacomponents, components de rendiment i components d'adquisició de coneixement (Sternberg. 1985).
Els metacomponents, són processos executius que s'utilitzen per la resolució de problemes i la presa de decisions i que impliquen la major part de la capacitat de gestió de la ment.
L'altre grup de components que descriu Sternberg són els components de rendiment, que són els processos que pròpiament duen a terme les accions dels metacomponents. Són els processos bàsics que permeten que fem tasques en la línia de percebre les relacions entre objectes, aplicar relacions a altres conjunts de termes o percebre problemes en la nostra memòria a llarg termini.
El darrer conjunt de components, segons el model de Sternberg, són els components d'adquisició de coneixement, que s'utilitzen en el procés d'adquisició d'informació nova. Són els que completen tasques que comporten seleccionar la informació rellevant. Aquests components es poden utilitzar també per combinar, de manera selectiva, blocs d'informació recopilada. Aquelles persones dotades amb uns bons components d'adquisició de coneixement poden aprendre de manera més ràpida.
Sternberg va associar la Teoria Componencial amb un seguit de capacitats o tipus d'intel·ligència, que van cristal·litzar en el model de la Teoria Triàrquica de la Intel·ligència.

### 1. La Intel·ligència Analítica
Sternberg associa la Subteoria componencial/analítica (metacomponents) amb la intel·ligència/capacitat analítica, una de les tres que reconeix. La Intel·ligència Analítica, que és similar a la que es mesura en els tests psicomètrics factor (g). Representa l'aspecte analític de la intel·ligència, la capacitat de raonament lògic,  i determina l'eficiència amb la qual es processa la informació, és a dir: resoldre problemes, planificar solucions i avaluar els resultats. Exemples d'una persona amb una bona intel·ligència Analítica serien aquelles que són bones resolent problemes, resolent puzles o completant analogies. Dit de manera planera serien els llestos de llibre. Sternberg destaca que els tests de mesura de la intel·ligència convencional no avaluen les estratègies per resoldre un problema. Persones que només tinguin aquest tipus d'intel·ligència no són gaire aptes creant idees originals per sí sols. 

### 2. La Intel·ligència Creativa
S'associa a la Subteoria Expreriencial/Creativa "Sintètica", representa l'habilitat per enfrontar-se i gestionar situacions noves, utilitzant habilitats i coneixements que ja es posseeixen.
Sternberg divideix el paper de l'experiència en dues parts: la novetat i l'automatització.
Una situació de novetat serà aquella que mai s'ha experimentat abans. D'aquesta manera una persona que sigui apta manegant una situació de novetat pot assumir una tasca i trobar maneres de solucionar-la que li costarien a la majoria de la gent. Un procés automatitzat serà aquell que s'ha realitzat diverses vegades i que actualment es pot fer amb poc o gens de pensament addicional. Una vegada s'automatitza un procés, pot ser executat en paral·lel amb altres processos.
Una persona amb una bona intel·ligència creativa és capaç de partir d'experiències passades i projectar-les cap a nous contextos i/o situacions, el que, sovint, comporta descobrir maneres originals de relacionar informació antiga amb nova, mitjançant un pensament original.
En aquest tipus d'intel·ligència, Sternberg destaca dos elements: l'insight, entès com la capacitat per manegar situacions novedoses i trobar noves solucions a problemes i l'automatització, és a dir, tornar-se eficient i automàtic en el pensament i la resolució de problemes, tot integrant ràpidament, la nova solució als recursos d'eines cognoscitives. Els artistes, en el sentit ampli de la paraula, són persones que solen tenir un cert nivell d'aquesta intel·ligència, però també els científics, atès que cal un cert grau de creativitat per plantejar hipòtesis científiques i les maneres de validar-les.

### 3. La Intel·ligència Pràctica
S'associa amb la Subteoria Contextual/pràctica i està relacionada amb la capacitat d'adaptació a l'entorn, el que, de manera planera, podríem definir com a intel·ligència de carrer. Fa referència a saber-se manegar amb les tasques diàries, especialment aquelles que involucren a altres persones. És la que ajuda a la gent a adaptar-se a nous entorns i determina, per tant, la capacitat de jutjar una situació i decidir què fer, mitjançant adaptació, conformació o selecció.
Parlarem d'adaptació quan un fa un canvi en si mateix per ajustar-se millor al que l'envolta (Ex: Abrigar-nos quan les temperatures baixen). Parlarem de conformació quan un canvia el seu ambient perquè aquest encaixi millor amb les seves necessitats. (Ex: un professor que invoca la norma d'aixecar la mà per parlar per assegurar que imparteix la classe amb menys interrupcions). El procés de selecció s'inicia quan l'individu busca un ambient alternatiu, totalment nou, per substituir un ambient anterior que l'era insatisfactori per les fites dels individus. (Ex: persones migrants que canvien de país buscant una millor vida). Les persones exitoses, busquen contextos en els quals les seves capacitats siguin útils i valuoses, treballen per obtenir el major benefici d'aquestes i miren de compensar aquells punts més febles. Es creu que té una gran relació amb l'èxit i desenvolupament de la feina de les persones. La fent dotada d'intel·ligència pràctica és magnífica a l'hora de tenir èxit en qualsevol situació, les persones d'èxit, buscaran situacions en el qual les seves capacitats siguin valuoses i s'esforcen en obtenir beneficis de les seves habilitats i compensar les seves limitacions.(Ex. Una alumna que malgrat no tenir capacitats/intel·ligència analítica o sintètica excepcional, podia tenir èxit acadèmic al saber quina mena de treballs eren valorats, com fer una bona entrevista de feina i qüestions similars). 
Per Sternberg, un individu no està restringit a destacar només en una d'aquestes 3 intel·ligències o capacitats sinó que poden destacar en una, dues o totes elles. Les proves convencionals de QI, principalment, mesuren la intel·ligència analítica, que és la requerida a la majoria d'escoles occidentals i, per tant, no ha de sorprendre que aquestes siguin bones predictores de l'èxit escolar. Per Sternberg, la incapacitat d'aquests tests per mesura la intel·ligència experiencial i contextual, explica per què aquests no són tan bons per mesurar l'èxit en el món real.

## Mesura d'avaluació de la Intel·ligència Triàrquica
El 2003, Sternberg va desenvolupar "Sternberg Triarchic Abilites Test" (STAT) per identificar persones amb talents que altres tests no identifiquen. El Test de les Habilitats Triàrquiques de Sternberg no només mesura les habilitats associades al concepte tradicional d'intel·ligència sinó també la intel·ligència analítica i sintètica, l'automatització i les habilitats pràctiques també.
- És un test més ampli, al mesurar els nivells d'intel·ligència Pràctica i Creativa, a més a més, de l'analítica. El test proporciona puntuacions en les habilitats/capacitats analítica, sintètica, automatització i pràctica, així com en les habilitats verbals, quantitatives i de processament figuratiu. El test mesura l'habilitat d'entendre paraules desconegudes dins un context més que els nivells de vocabulari que depenen dels antecedents de la persona
- L'automatització del subtest és l'única part del test que mesura la velocitat de pensament.
- El test està fonamentat en la seva teoria de la intel·ligència.
- Són preguntes d'opció múltiple i assaig en els tres dominis (verbal, quantitatiu i figuratiu) que es corresponen amb els tres aspectes de la intel·ligència (analític, creatiu i pràctic)

## Detractors i Defensors de la Teoria Triàrquica de la Intel·ligència
Estudis de validació, han trobat correlacions entre el STAT i altres proves de pensament crític, creativitat i resolució pràctica de problemes. Tal com prediu el model de Sternberg, aquests tres tipus de capacitats només es correlacionen dèbilment entre elles.
En un estudi de camp elaborat per R.Sternberg i E.Grigorenko a Rússia, van poder constatar que aquells adults que havien puntuat més alt en les intel·ligències pràctica i analítica, tenien un millor estat mental i físic, a diferència d'altres persones que es veien més afectades per l'estrès causat pels ràpids canvies que es viuen en aquella part del món.
Alguns investigadors de l'àmbit de la intel·ligència s'han mostrat crítics amb Sternberg al suggerir que les evidències presentades en la seva teoria no donen suport al seu model.
Altres investigadors han trobat que les 3 intel·ligències són menys independents del que Sternberg afirma, atès que comparteixen un factor subjacent, el que desacreditaria el seu model, en apuntar en la direcció d'un factor (g) general.

### Detractors
Brody, N. (2003). Construct validation of the Sternberg Triarchic Abilities Test comment and reanalysis. Intelligence, 31(4), 319–329. {{format ref}} https://doi.org/10.1016/S0160-2896(01)00087-3
Segons aquest estudi, Sternberg i els seus col·laboradors han desenvolupat un segon test dissenyat per mesurar les habilitats triàrquiques i defensen que la relació entre g i les mesures de l'èxit acadèmic són parcialment atribuïbles a l'estreta mirada de l'escolarització formal en la performance analítica i la negligència relativa dels assoliments en les àrees pràctiques i creatives.
Per tant, defensen que la intel·ligència analítica s'assumeix com un predictor d'èxit acadèmic dins dels paràmetres estàndard, tot i que no ho és tant en persones que han estat exposades a una experiència educativa que prova de valorar assoliments creatius i pràctics, així com analítics.
Les habilitats analítica, creativa i pràctica han de ser relativament independents.
Segons aquest estudi, les habilitats que valora el STAT estan fortament relacionades a les mesures convencionals del factor g. El mesurament convencional del factor g predominantment no és una mesura de l'habilitat analítica tal com es valora amb el STAT.
Aquest estudi constata que les tres habilitats triàrquiques estan fortament relacionades entre elles i, per tant, resulta difícil obtenir una validesa predictiva diferenciada per a diferents mesures d'habilitats.
Conclouen que el fet que Sternberg, en els seus estudis, no arribés a aquestes conclusions, es deu al fet que va eliminar el factor g dels seus càlculs, per tant, cosa que li va permetre afirmar que les 3 habilitats fossin relativament independents entre elles, ja que va descartar la principal font de relació entre les habilitats, el factor g.
 Aquest estudi conclou que no hi ha ni la més mínima correlació entre cap habilitat triàrquica en concret i el seu corresponent èxit acadèmic i que la presència de la variança de g a l'STAT està directament validat per 3 anàlisis diferents. Cadascuna de les habilitats de l'STAT està relacionada al mesurament convencional de g.
Chooi, W.-T., Long, H., & Thompson, L. (2014). The Sternberg Triarchic Abilities Test (Level-H) is a Measure of g. Journal of Intelligence, 2(3), 56–67. {{format ref}} https://doi.org/10.3390/jintelligence2030056
Tot i que el consens general dins l'àmbit de la intel·ligència és que aquesta està representada per un factor unitari g, el qual es representa millor com un constructe jeràrquic, la noció que la intel·ligència és multifacètica o que existeixen múltiples intel·ligències encara continua.
Es constata que el tipus d'intel·ligència que s'empra típicament en l'àmbit acadèmic es mesura millor amb el factor g. La intel·ligència creativa es mesurada per problemes que avaluen com de bé una persona es mou amb elements novedosos. La intel·ligència pràctica comporta l'aplicació de les habilitats de l'individu amb la tipologia de problemes del dia a dia tot mirant d'adaptar-se, modelar o seleccionant l'entorn.
Sternberg afirma que la intel·ligència pràctica és millor predictor de l'èxit acadèmic i laboral que els test tradicionals de mesurament de IQ i d'altres tests cognitius que, bàsicament mesuren el factor g.
Aquest estudi replica l'experiment de Sternberg i conclou que cap dels múltiples anàlisis que van fer, demostra el model triàrquic i que els resultats indiquen que el nivell-H de l'STAT bàsicament és una mesura del factor g.
Totes les dades que es van recollir amb aquest estudi encaixen millor en un model de factor g de la intel·ligència. Afegeix que en els estudis de Sternberg, aquest i els seus col·laboradors van fer l'estudi amb alumnes superdotats només.
Conclou que d'acord amb els resultats que ells obtenen amb aquest estudi o bé la teoria triàrquica és errònia o que el tets STAT no mesura els 3 tipus diferents d'intel·ligència proposats per Sternberg.

### Defensors
Martínez, Á. R., Dolores, M., Sánchez, P., & Costa, L. C. (1998). Un examen de validesa externa del STAT(Sternberg Triarchic Abilities Test). Revista de Investigación Educativa, 16(1), 85–99.
 Aquest estudi analitza com Sternberg utilitza com a instrument el STAT (sternberg Triarchic A...Test) per mesurar els processos i funcions de les subteories, comparant les diferències individuals de individus amb grans capacitats i individus amb capacitats mitges.
L'STAT consta de 90 preguntes organitzades en 9 escales i agrupades en 3 categories (verbal, numèrica, i figurativa), més una prova d'automatització.
Per la intel·ligència individual s'utilitzen problemes relacionats amb les habilitats intel·lectuals, per la intel·ligència experiencial, mitjançant tasques que exigeixen una nova forma de pensament, i també trobem la intel·ligència pràctica que requereixen processos de raonament lògic.
L'estudi que s'analitza en aquest article mira de donar la validesa externa o de caràcter predictiu del STAT, agafant com a criteri extern, el rendiment acadèmic. Partint d'una mostra de 1255 alumnes es fa una aplicació i adaptació, tant de la prova d'intel·ligència STAT com de la prova del factor G de Cattell.
Obtenen una correlació major en el rendiment acadèmic en el STAT que en el factor g, però sobretot en les subproves analítica i pràctica. En la subprova creativa mesura aspectes diferents al rendiment acadèmic, i obtenen una relació baixa amb el factor g.
Segons els resultats que obtenen conclouen que l'STAT no és una mesura més del factor g i que l'STAT no es solapa amb altres proves d'intel·ligència general. 
Sternberg, R. J., Prieto, M. D., & Castejón, J. L. (2000). Analisis factorial confirmatorio del Sternberg Triarchic Abilities Test (nivel-H) en una muestra española: Resultados preliminares. Psicothema, 12(4), 642–647.
 En el segon estudi es comparen diferents models teòrics sobre la estructura subjacent del STAT, nivell H, que és un instrument d'investigació per l'avaluació de la intel·ligència, apropiat per estudiants de secundària i per estudiants d'universitat, utilitzant-se tècniques d'anàlisis factorial confirmatori. Es compara el model triàrquic amb el concepte factorial tradicional. Aquest estudi fomenta empíricament la validesa estructural del STAT i, indirectament, de la validesa de la teoria triàrquica, on es veuen els tres aspectes relacionant-se entre si, però amb identitat pròpia

## Publicacions
Robert Sternberg és l'expresident de l'APA. Per justificacions d'aquesta teoria, els test que es poden aplicar i altra informació sobre els estudis de la intel·ligència, veure: Beyond IQ: A Triarchic Theory of Intelligence